# یعقوب بن کلس
یَعقوبِ بن یوسف بن ابراهیم بن هارون بن کِلّس معروف به ابن کِلِّس (۹۳۰ – ۹۹۱م/ ۳۱۸ – ۳۸۰ق) از مقامات عالی‌رتبهٔ اخشیدیان بود که از سال ۹۷۹ تا زمان مرگش در سال ۹۹۱ به عنوان وزیر در حکومت فاطمیان خدمت کرد. ابن کلّس اولین وزیر در تاریخ خلافت فاطمی بود. او در بغداد به دنیا آمد و اصلاً یهودی بود و خود را از نسل هارون، برادر موسی می‌دانست. در سال ۳۵۶ق/ ۹۶۷م پس از ورود به خدمت کافور اخشیدی، وصی نیرومند مصر، اسلام آورد و به مدیریت امور مالی پرداخت. پس از درگذشت کافور در سال ۳۵۷ق/ ۹۶۸م، ابن کلس به فاطمیان گرایش یافت و برای حمایت به المعز لدین الله، خلیفه فاطمی، در افریقیه پناه برد. او در سال ۳۶۲ق/ ۹۷۳م، هنگام انتقال پایتخت فاطمیان به قاهره، همراه با المعز به مصر آمد. در سال ۳۶۷ق/ ۹۷۷م، خلیفه العزیز بالله او را به وزارت گماشت، و بدین‌گونه نخستین وزیر رسمی فاطمیان شد. ابن کلس نزدیک به بیست سال این مقام را حفظ کرد، با وجود دو دوره کوتاه برکناری. او نقش چشم‌گیری در رونق اقتصادی دولت فاطمی داشت و به‌خاطر حمایت از دانشمندان، فقیهان و شاعران مشهور بود. خودش نیز در فقه اسماعیلی تبحر یافت و کتابی فقهی با عنوان «الرسالة الوزیریة» نوشت که در آن به آموزه‌های امامان فاطمی المعز و العزیز استناد کرد. همچنین بنیان‌گذاری کارکرد دانشگاهی برای مسجد الازهر نیز به او نسبت داده می‌شود.

## زندگی
ابن کلس در در ۳۱۸ قمری (۹۳۰ میلادی) در خانواده‌ای یهودی در بغداد به دنیا آمد. به همراه پدرش به شام کوچ کرد و در آنجا به عنوان نماینده خرید بازرگانان مشغول کار شد. پس از مدتی، با اموالی که جمع‌آوری کرده بود به مصر فرار کرد. او توانست توجه کافور را به خود جلب کند و با نشان دادن میراث چند نفر، از جمله یک یهودی و فرستادن باقی‌مانده آن‌ها برای کافور توانست مورد اعتماد او واقع شود و متصدی دیوان مصر و شام شد.
به اعتقاد برخی او به طمع وزارت، مسلمان شد. با اسلام آوردن ابن کلس موقعیت ابوالفضل جعفر بن فرات (ابن حنزابه وزیر کافور) متزلزل شد که پس از مرگ کافور در ۳۵۷ قمری خصومتش علنی شد.

## وزارت
در دولت ابومنصور نزار ملقب به العزیز بالله که اقتدار فاطمیان در شرق به شدت متزلزل شده بود، به پیشنهاد ابن کلس، العزیز سپاهی به برای فتح دمشق فرستاد. العزیز در محرم ۳۶۷ قمری موفق به شکست آلپ تکین شد، از این روی ابن کلس وزارت منصوب شد و او اولین وزیر این سلسله شد. او در رمضان ۳۶۸ قمری (آوریل ۷۹۷ میلادی) از العزیز لقب «الوزیر الاجل» و اموال فراوان دریافت کرد و در راه اعتلای سیاسی و فرهنگی قلمرو فاطمیان تلاش بسیاری کرد.

## فعالیت فرهنگی
او توجه ویژه‌ای به مسائل فرهنگی داشت و گروهی از فقها، علما، پزشکان و شعرا را پیرامون او گردآمده بودند. آن‌ها آثار خود را در مجلس وزیر عرضه می‌کردند.
ابن کلس، گذشته از دانش پروری، خود نیز اهل قلم بود. از تألیفات او:
- کتاب فی القراءات
- کتاب فی الادیان
- کتاب فی آداب رسول‌الله
- کتاب فی علم الابدان و صلاحها
- رسالة الوزیریة یا مصنّف الوزیر، در فقه اسماعیلیه.

به نظر می‌رسد که ابن کلس با تألیف و تدریس «رسالة الوزیریة» قصد داشته که دستگاه خلافت فاطمیان را براساس استنباط شخصی خود از فقه اسماعیلیه سازمان دهد و گذشته از وزارت نقش یک نظریه‌پرداز را نیز ایفا نماید. وی عالمان را به صدور فتوی از روی آن واداشته بود.
مهم‌ترین اقدام فرهنگی ابن کلس را تبدیل جامع الازهر به مرکزی علمی می‌دانند. به درخواست او، عزیز برای ۳۷ نفر از فقها مقرری تعیین کرد و ایشان را در خانه‌های مجاور الازهر سکنی داد. گرچه علاقه ابن کلس به علم و علما از اهداف سیاسی خالی نبود.
از میان بناها و آثاری که ابن کلس پدیدآورد، می‌توان به جامع الحاکم و ۷ باغ در قاهره معروف به «بساتین الوزیر» اشاره کرد.

## مرگ
ابن کلس در ۶۲ سالگی بیمار شد و در ذیحجه ۳۸۰ قمری (فوریه ۹۹۱ میلادی) درگذشت. در آخر عمرش العزیز شخصاً بر بستر او حاضر شد و پس از مرگ بر جنازه‌اش نماز گزارد و اشک ریخت. مراسم کفن و دفن او با شکوه برگزار شد.